# La Bague
Pour les articles homonymes, voir La Bague (homonymie).
La Bague ou L'Anneau de purité au Québec (The Ring en VO) est le premier épisode de la saison 13 de South Park.
L'épisode parodie le phénomène des Jonas Brothers et les pratiques marketing de la société Disney à l'égard des jeunes filles.

## Synopsis
Kenny a une petite amie, et toute l'école en parle. Les élèves évoquent tout particulièrement la réputation de fille « facile » de la copine en question — ce qui ne chagrine pas Kenny, bien au contraire. Lorsque le petit garçon réalise le rêve de sa petite amie en acceptant d'aller voir un concert des Jonas Brothers, cette dernière, après le show, est entrainée dans les coulisses avec d'autres filles. Là, les membres du groupe donnent aux fillettes un « anneau de pureté » — symbole de l'engagement de celui ou celle qui le porte à rester vierge jusqu'au jour de son mariage.
Cet imprévu oblige donc Kenny à renoncer temporairement à ses projets sexuels, ce qui ne l'arrange en rien. En revanche, ses amis sont satisfaits, estimant qu'il était infiniment trop jeune pour avoir des rapports. Plus tard, cependant, Kenny devient de plus en plus mou et inactif — jusqu'à se mettre à regarder Grey's Anatomy. Face à ce comportement excessif, et craignant que Kenny ne se laisse mourir, les trois garçons invitent leur ami à se ressaisir.
Entre-temps, les Jonas Brothers en ont assez de servir la cause des « anneaux » qui commencent à faire de l'ombre à leur musique et à diffuser un mauvais message. Leur boss, qui n'est autre qu'une version mafieuse de Mickey Mouse, survient et tabasse Joe Jonas pour avoir osé protester.
De plus en plus inquiets face à la dépression de leur ami, Kyle, Cartman et Stan décident d'intervenir en se rendant à une interview des Jonas Brothers. Mais Mickey, croyant que les trois garçons sont des envoyés de Michael Eisner ou de DreamWorks et se sentant menacé, les endort avec des fléchettes. Les trois amis se réveillent alors dans les coulisses de la scène du concert des Jonas, tandis que Mickey explique aux Jonas récalcitrants sa vision du monde. Cependant, Kyle monte le volume du micro et Cartman lève le rideau. Démasqué par ce stratagème, Mickey est alors hué par le public, et, pour se venger, se transforme en un géant crachant des flammes. À la suite de ces péripéties, Kenny et sa copine retirent leurs « anneaux de pureté ». L'épisode se termine sur l'enterrement de Kenny. On apprend qu'il est mort de la syphilis à cause de sa copine.

## Accueil et critiques
Cet épisode a obtenu la note de 8,4/10 sur IGN.